# Kurtschaloi
Kurtschaloi (russisch Курчало́й; tschetschenisch Курчалой-Эвла Khurtschhaloj-Eula) ist eine Stadt in der Republik Tschetschenien (Russland) mit 22.723 Einwohnern (Stand 14. Oktober 2010).

## Geographie
Der Ort liegt am Nordrand des Großen Kaukasus, etwa 35 km Luftlinie ostsüdöstlich der Republikhauptstadt Grosny und 15 km südlich der Stadt Gudermes. Die Stadt befindet sich am Flüsschen Chumyk, das einige Kilometer unterhalb in den Gums mündet, einen rechten Zufluss des Sunscha-Nebenflusses Belka.
Kurtschaloi, die vor der Stadtrechtsverleihung einwohnerreichste Landgemeinde Tschetscheniens, ist Verwaltungszentrum des gleichnamigen Rajons Kurtschalojewski.

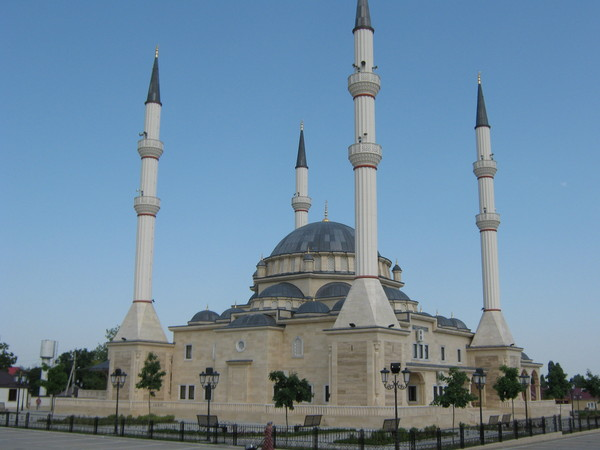
Moschee in Kurtschaloi
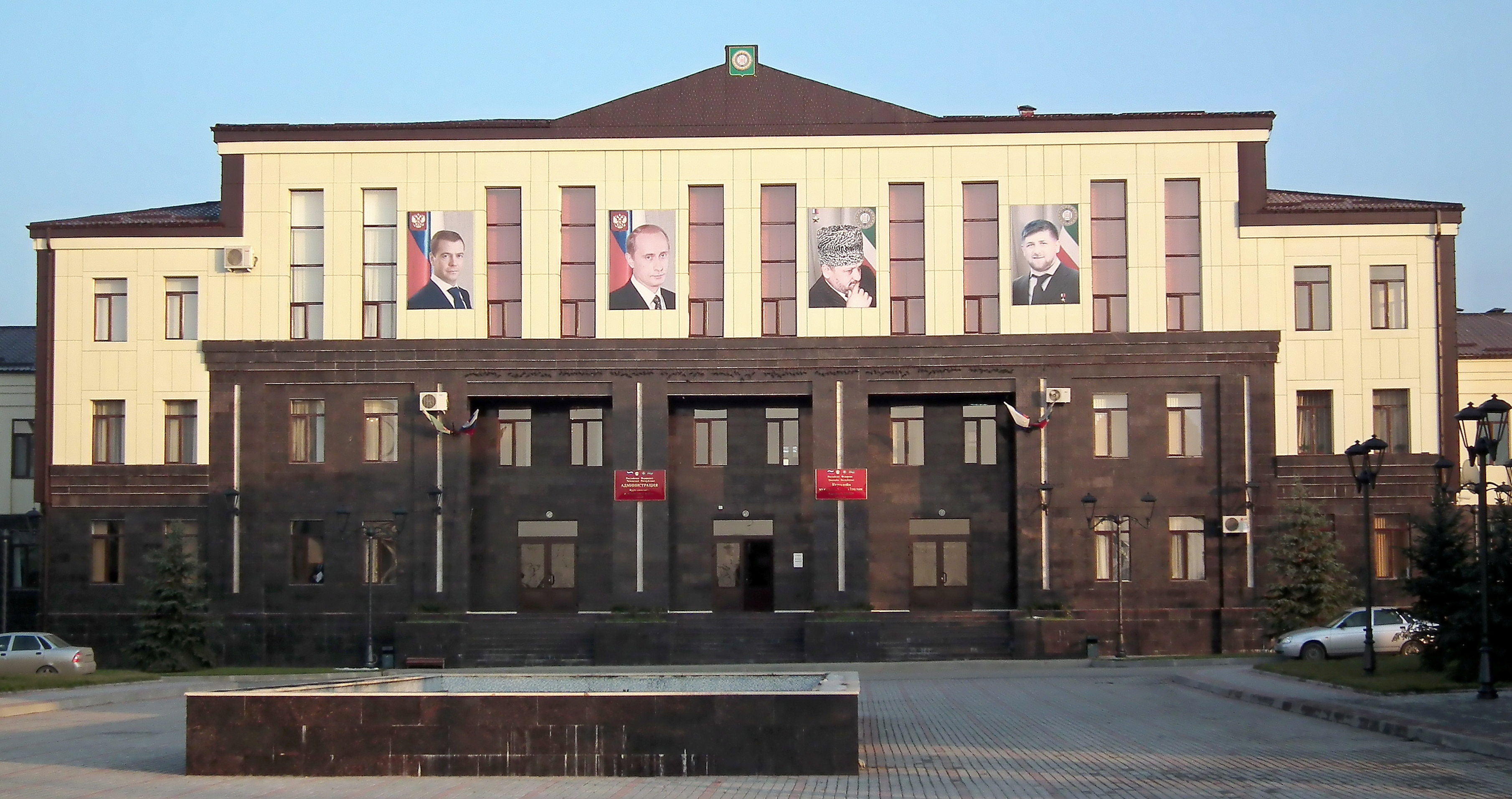
Ortsverwaltung (2011)

## Geschichte
Kurtschaloi ging aus einem alten tschetschenischen Dorf hervor. Die Etymologie des Ortsnamens ist unklar; möglicherweise ist sie auf das awarische kurusch für Geld, Reichtum zurückzuführen, was auf den Namen eines diese Gegend bewohnenden tschetschenischen Familienverbundes („Teip“) überging. Ursprünglich wurde es auch Kurtschaloi-Aul genannt, als Gründungsjahr wird 1860 angenommen. Während der Erhebung der Kaukasusvölker gegen die russische Besatzung ab 1877 wurde Kurtschaloi im April 1877 zeitweise von den Aufständischen eingenommen.
In der sowjetischen Periode wurde der Ort am 23. Januar 1935 Verwaltungszentrum des gleichnamigen, neu gegründeten Rajons, der am 23. Februar 1944 im Zusammenhang mit der Deportation der Tschetschenen und Liquidation der Tschetscheno-Inguschischen ASSR aufgelöst wurde. Der Ort selbst wurde nach Waleri Tschkalow in Tschkalowo umbenannt.
Nach Wiederherstellung der tschetschenischen Autonomie wurde der Ort zurückbenannt und der Rajon im Januar 1957 wiederhergestellt. Er bestand aber nur bis 1962, als er im Schalinski rajon aufging. In den heutigen Grenzen wurde der Rajon mit Verwaltungszentrum in Kurtschaloi am 1. August 1995 wieder eingerichtet.
Mit Wirkung vom 9. Januar 2019 wurden Ende 2018 die Stadtrechte verliehen.

### Bevölkerungsentwicklung
| Jahr | Einwohner |
| ---- | --------- |
| 1939 | 3.643     |
| 1959 | 5.104     |
| 1979 | 8.437     |
| 2002 | 20.857    |
| 2010 | 22.723    |

Anmerkung: Volkszählungsdaten

## Wirtschaft und Infrastruktur
Kurtschaloi und das umliegende Gebiet sind landwirtschaftlich geprägt (vorwiegend Anbau von Getreide und Zuckerrüben). Einige zuvor existierende Betriebe zur Verarbeitung von Agrarprodukten wurden im Verlauf der Tschetschenienkriege ganz oder teilweise zerstört.
Durch Kurtschaloi verläuft die Straße, die von der Stadt Argun bei Grosny kommend in die östlichen Teile des Rajons mit den Dörfern Zentoroi und Alleroi führt. Diese wird in Kurtschaloi von der Straße Gudermes – Schali gekreuzt.

## Persönlichkeiten
- Tschingis Magomadow (* 1998), Fußballspieler
- Minkail Mazujew (* 2000), Fußballspieler